# Thief (álbum)
Thief es la banda sonora de la película homónima compuesta por el grupo alemán de música electrónica Tangerine Dream en 1981. 
Destaca por ser la segunda incursión del grupo en la composición de bandas sonoras para cine tras Sorcerer (1977). También por su nominación a los Premios Razzies 1981 como peor banda sonora.

## Producción

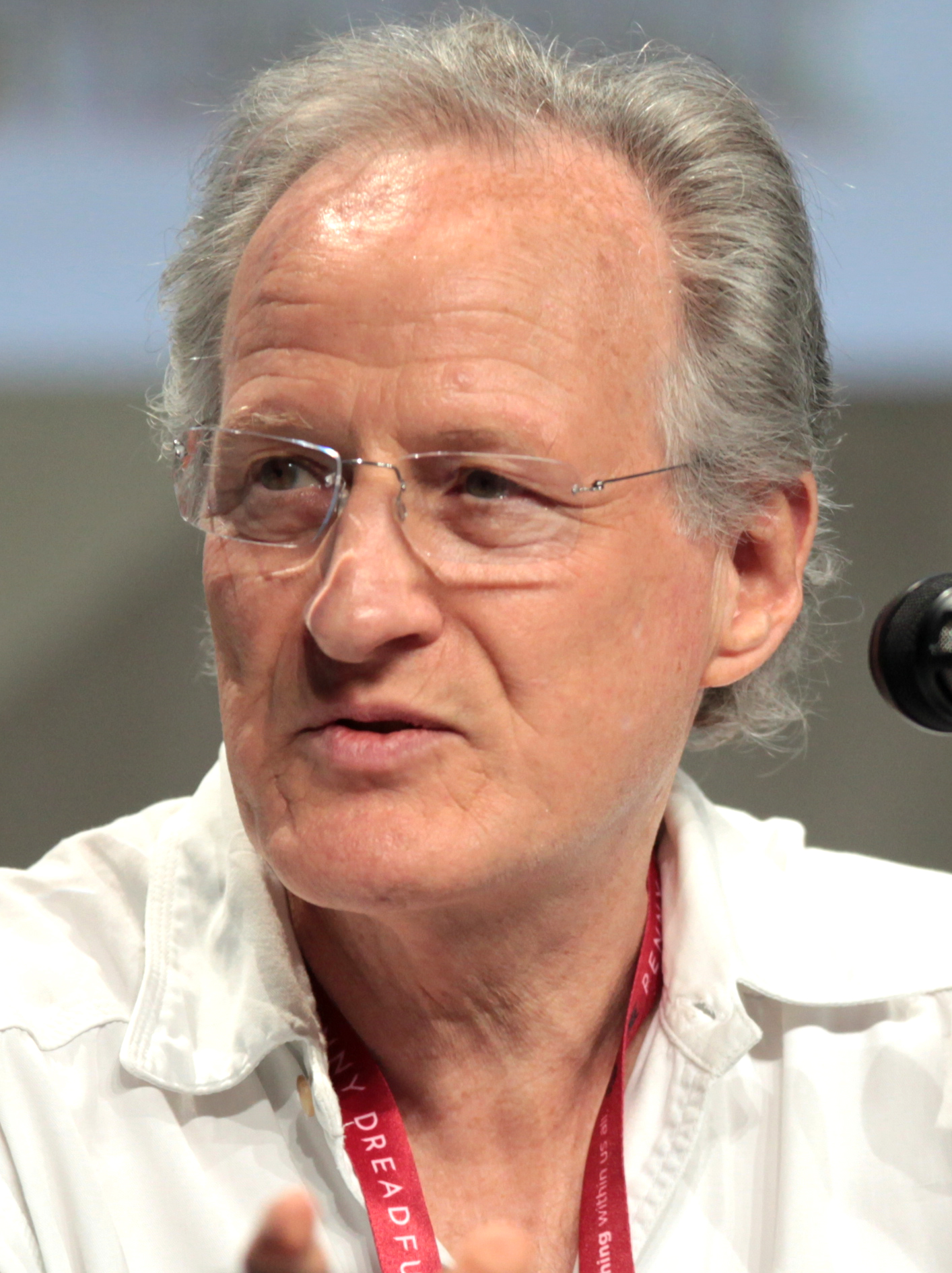
Michael Mann director de Thief

La película fue dirigida por Michael Mann, en el que fue su debut cinematográfico, y el reparto encabezado por James Caan. Basada en la novela escrita por Frank Hohimer narra la historia de un ladrón profesional especializado en el robo de joyas que, con la intención de retirarse y alcanzar una vida normal, acepta realizar un trabajo para la mafia. La conexión del director con Tangerine Dream surgió a raíz de que William Friedkin, director de Sorcerer, le recomendar a Mann la música del grupo.

"El director y productor, Michael Mann, tenía ideas muy definidas sobre cómo debería sonar la música. Ya habíamos compuesto la música así que le explicamos sobre técnicas de grabación, mezcla, terminología musical y demás. Luego le dimos las cintas, lo sentamos en la mesa de mezclas y le dijimos "OK. Hazlo tu mismo." Estuvo tres días intentándolo y luego se rindió. Los productores de cine saben tanto sobre música como yo sobre cámaras de 35 mm."
Edgar Froese (1986) 

Tangerine Dream comenzó a componer la música de esta película al poco determinar su álbum de estudio Tangram. Durante el proceso de montaje, estando el grupo de gira por Italia, el realizador decidió añadir una secuencia que precisaba de más música. Ante la imposibilidad de grabar nuevo material para la banda sonora se optó por encargar el tema «Confrontation» compuesto e interpretado por Craig Safan. Es por ello que existen dos versiones del álbum, la británica y la estadounidense, la cual incluye dicho tema «Confrontation» incrementando la duración (40:11) con respecto a la primera (39:07).

"Thief fue mi primera experiencia componiendo música para una película. Estábamos muy influenciados por el director porque quería que la música sonara muy fuerte, como un ruido penetrante en el cerebro. Entonces creamos intensos sonidos de guitarra combinados con fuertes ritmos de secuenciador. Los contrastes fueron creados por el uso de melodías líricas como en Beach Theme"
Johannes Schmoelling (1999) 

El álbum fue editado por el sello Virgin Records en 1981 y ha sido posteriormente reeditado en diferentes formatos desde entonces. En 1984 se publicó por primera vez en CD y en 1995 formó parte de las versiones remasterizadas impulsadas por Virgin.

## Lista de canciones
| N.º | Título                                        | Escritor(es)                                         | Duración |  |
| 1.  | «Beach Theme»                                 | Edgar Froese Christopher Franke Johannes Schmoelling | 3:44     |  |
| 2.  | «Dr. Destructo»                               | Edgar Froese Christopher Franke Johannes Schmoelling | 3:18     |  |
| 3.  | «Diamond Diary»                               | Edgar Froese Christopher Franke Johannes Schmoelling | 10:48    |  |
| 4.  | «Burning Bar»                                 | Edgar Froese Christopher Franke Johannes Schmoelling | 3:11     |  |
| 5.  | «Beach Scene» (sólo versión Reino Unido)      | Edgar Froese Christopher Franke Johannes Schmoelling | 6:48     |  |
| 6.  | «Scrap Yard»                                  | Edgar Froese Christopher Franke Johannes Schmoelling | 4:40     |  |
| 7.  | «Trap Feeling»                                | Edgar Froese Christopher Franke Johannes Schmoelling | 2:57     |  |
| 8.  | «Igneous»                                     | Edgar Froese Christopher Franke Johannes Schmoelling | 4:45     |  |
| 9.  | «Confrontation» (sólo versión Estados Unidos) | Craig Safan                                          | 5:37     |  |

## Personal
- Edgar Froese – teclados, equipamiento electrónico y guitarra
- Christopher Franke – sintetizadores, equipamiento electrónico y percusión electrónica
- Johannes Schmoelling – teclados y equipamiento electrónico
- Craig Safan – compositor e intérprete de «Confrontation»